# Programas como objetos matemáticos
Según John Backus, para que la computación se acercase más a una ciencia o a una disciplina de ingeniería y menos a un arte, debería convertirse primero en una disciplina matemática y para ello, sería importante lograr que el espacio de programas sea un espacio matemático con respecto a las operaciones de formación de programas o funcionales, y distinguirlo del espacio de valores con sus operaciones específicas de construcción de valores.
De manera informal, un espacio S es un conjunto Sv de los valores y un conjunto So de las operaciones sobre Sv que van de (Sv)n en So y están interrelacionadas por propiedades algebraicas.
Las más útiles de ellas son las que muestran algún tipo de simetría, como por ejemplo, la propiedad distributiva que relaciona dos operaciones OA y OB de manera que la combinación de OA con valores formados con OB se puede expresar como OB que combina valores formados con OA.
Mientras más utilidad tengan las propiedades de los elementos de  So, más fuerte será la estructura algebraica y la estructura matemática del espacio S.